# Котович, Александр
Александр Кото́вич (бел. Аляксандар Катовіч, пол. Aleksander Kotowicz; род. около 1622, Гродненский повет — 30.11.1686, Вильна) — религиозный и церковный деятель Великого княжества Литовского, смоленский католический епископ с 1673 года, виленский с 1685 года.

## Биография
Происходил из шляхетского рода, известного в Гродненском повете. В Виленской иезуитской академии получил учёную степень магистра философии (1644), затем там же изучал теологию и каноническое право. Был каноником смоленским, затем учился в Падуанском университете. В 1657 году стал каноником виленским. Был королевским секретарём; во время Русско-польской войны 1654—1667 годов был в 1658 году послом Речи Посполитой к командовавшим русским войском князю Юрию Долгорукому, в 1671 году сопровождал в качестве секретаря посольство Яна Гнинского в Москву. В награду был назначен епископом смоленским.
В 1684 году был назначен виленским епископом. Заботился о виленском Кафедральном соборе, ремонтировал его, а умирая, завещал все свои средства собору.
Написал „Constitutiones et Decreta Synodi Dioecesis Vilnensis“ (Вильна, 1681) и „Listy pasterskie do kaznodziejów dyjecezyi wileńskiéj“ (Вильна, 1685). Большинство его сочинений было опубликовано незадолго до смерти.